# Beresowo
Beresowo (ukrainisch Березово; russisch Березовое Beresowoje, tschechisch und slowakisch Berezovo, ungarisch Berezna) ist ein Ort im Rajon Chust in der Oblast Transkarpatien in der westlichen Ukraine.

Panoramablick auf den Fluss Rika und das dahinterliegende Dorf

Der Ort liegt im Tal der Rika und hat etwa 3000 Einwohner.
Bis 1919 gehörte der Ort zum Kaiserreich Österreich-Ungarn beziehungsweise Ungarn, danach als Teil der Karpato-Ukraine zur Tschechoslowakei. Mit der Annektierung kam er 1939–1945 wieder zu Ungarn, ab 1945 ist der Ort ein Teil der Sowjetunion beziehungsweise seit 1991 Teil der Ukraine.
Am 12. Juni 2020 wurde das Dorf ein Teil neu gegründeten Landgemeinde Horintschowo im Rajon Chust; bis dahin bildete es zusammen mit den Dörfern Honzosch (Гонцош) und Rjapid (Ряпідь) die Landratsgemeinde Beresowo (Березівська сільська рада/Beresiwska silska rada).